# José António Pinheiro e Rosa

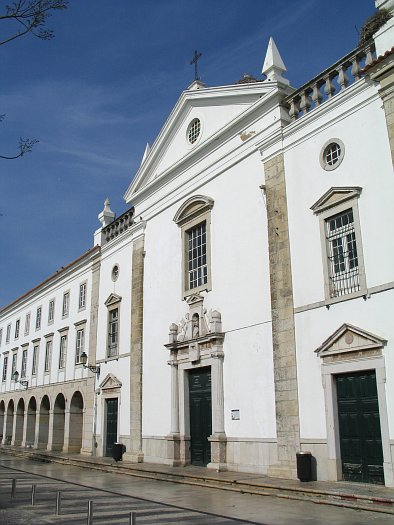
Edifício da Misericórdia de Faro, onde José António Pinheiro e Rosa foi capelão

José António Pinheiro e Rosa, igualmente conhecido por Dr. José António Pinheiro e Rosa (Faro, 5 de Maio de 1908 - Faro, 2 de Janeiro de 1995), foi um religioso, compositor, professor e escritor português.

## Biografia

### Nascimento
Nasceu em 5 de Maio de 1908, na cidade de Faro.

### Carreira eclesiástica, profissional e artística
Estudou no Seminário Diocesano de Faro, tendo sido nomeado como presbítero em 1930. Continuou nesta instituição, onde ensinou durante alguns anos, tendo igualmente exercido como capelão da Misericórdia de Faro, e como chanceler da Câmara Eclesiástica.
Notabilizou-se como organista e compositor, tendo produzido várias músicas religiosas, e como estudioso da arte sacra no Algarve, tendo organizado várias exposições sobre este tema, destacando-se uma em Faro no âmbito das Comemorações Centenárias de 1940, e a Exposição do Escapulário, em 1951.
Passou posteriormente ao estado laical, tendo casado, com autorização do Papa Paulo VI, com Violina de Maria Marreiros, da qual teve dois filhos.
Participou em diversos congressos, destacando-se a sua intervenção no II Congresso Algarvio, em 1951. Como historiador, publicou vários livros, e colaborou, em seu nome ou com pseudónimos, na imprensa algarvia. Também exerceu como explicador, e ensinou no Colégio Gil Eanes, em Lagos, e na Escola Tomás Cabreira, em Faro.
Ocupou igualmente a posição de director dos Museus Municipais de Faro e da Biblioteca Municipal, tendo sido o responsável pela reorganização destas instituições, e fundou e dirigiu os Anais do Município de Faro.

### Falecimento
Faleceu em Faro, no dia 2 de Janeiro de 1995.

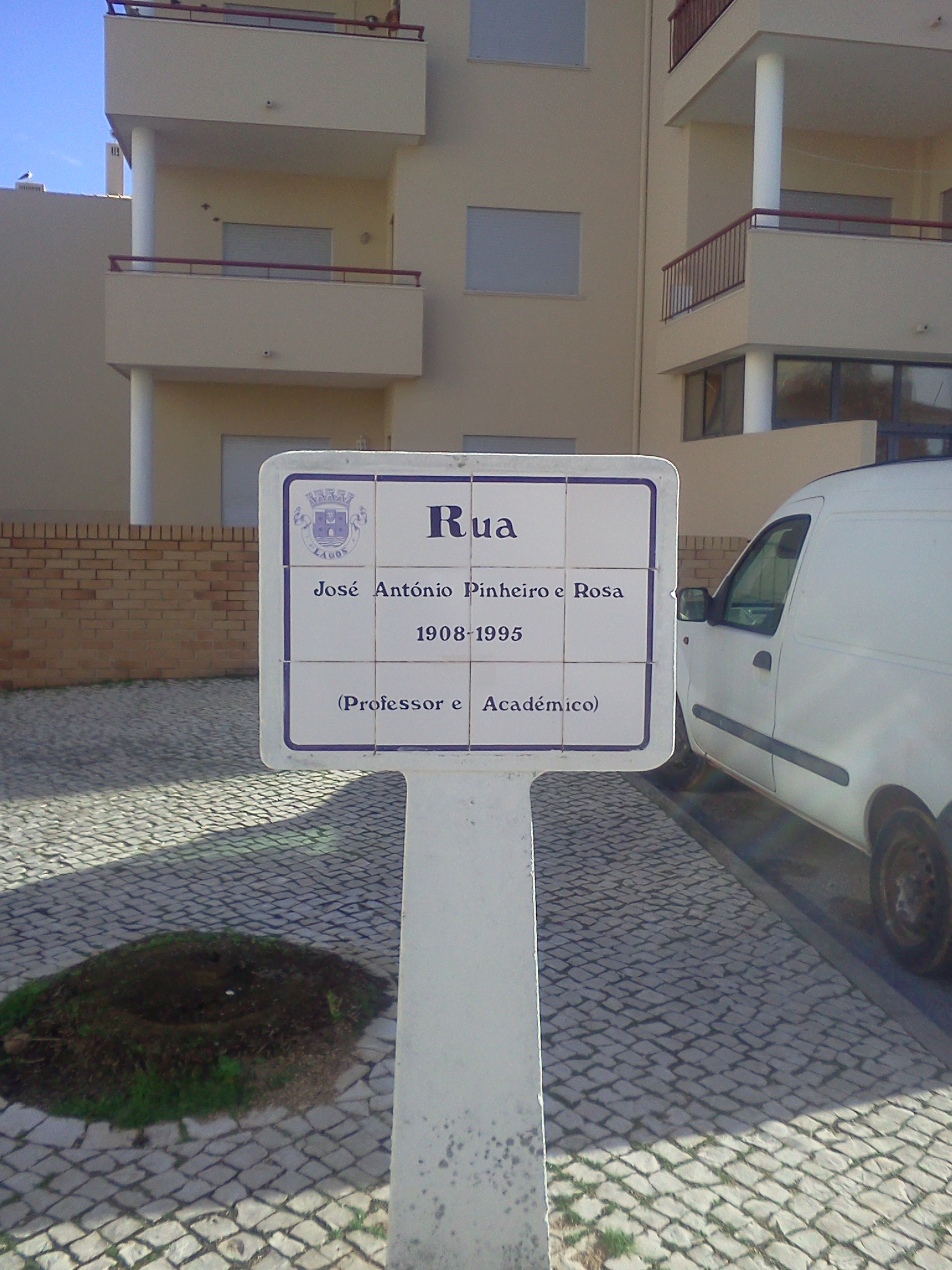
Placa toponímica da Rua José António Pinheiro e Rosa, em Lagos.

## Prémios e homenagens
Recebeu a medalha de ouro da Câmara municipal de Faro, e foi nomeado como académico de mérito pela Academia Portuguesa de História. O seu nome foi colocado numa rua em Lagos, e numa escola secundária em Faro.

## Obras publicadas
- De Estudante a Monge (1941)
- Duas Alocuções (1941)
- Procissões de Faro (1.º Fascículo) (1946)
- Vozes de Bronze: Os Sinos das Torres do Algarve (1947)
- Guia do Visitante das Igrejas de Faro (sob o pseudónimo Álvaro Valadares) (1949)
- A Freguesia da Conceição de Tavira (separata do Povo Algarvio) (1951)
- Arte Sacra em Tavira (1966)
- O Passado, o Presente e o Futuro das Ruínas de Milreu (separata dos «Anais do Município de Faro») (1969)
- História da Biblioteca Municipal de Faro (separata dos Anais do Município de Faro) (1969)
- História do Museu Arqueológico Infante D. Henrique (separata dos Anais do Município de Faro) (1969)
- A Igreja de Santo António dos Capuchos de Faro (separata dos Anais do Município de Faro) (1969)
- Três Pessoas e um Museu (separata dos Anais do Município de Faro) (1969)
- Roteiro das Ruínas do Milreu (1974)
- A Igreja de Santa Bárbara de Nexe (separata dos Anais do Município de Faro) (1974)
- As Muralhas de Faro (separata dos Anais do Município de Faro) (1975)
- Novas Achegas para a localização de Ossónoba (separata dos Anais do Município de Faro) (1976)
- A Catedral do Algarve e o Seu Cabido - Tempos de Ossónoba (separata dos Anais do Município de Faro) (1976)
- O Mais Representativo Monumento da Cidade de Faro (separata dos Anais do Município de Faro) (1978)
- Museu Antonino (separata dos Anais do Município de Faro) (1978)
- Faro, Século XVIII - A urbe e a Civitas (separata dos Anais do Município de Faro) (1979)
- A Feira de Santa Iria quase Quadricentária (separata dos Anais do Município de Faro) (1980)
- A Tomada de Faro por Afonso III (1981)
- A Catedral do Algarve e o seu Cabido – Sé em Faro (separata dos Anais do Município de Faro) (1983 - 1984)
- O Foral de Faro (1983)
- Uma figura dos Descobrimentos e Uma Obra do Renascimento (1983)
- Passeando por Faro em 1740 (separata de O Algarve) (1984)
- Monumentos e Edifícios Notáveis do Concelho de Faro (1984)
- A Família Bívar de Faro e O Seu Palácio (1986)
- Faro em 1949 (separata dos Anais do Município de Faro) (1986)
- Faro, Cidade Universitária (1987)
- Órgãos, Organistas e Organeiros no Algarve, do Século XVII ao XX (1987)
- A Igreja Paroquial de S. Pedro de Faro (1989)
- Gente de Faro em 1711 (separata de O Algarve) (1990)
- Tesouros Artísticos do Algarve (1990)
- Famílias Farenses do Séc. XVII (separata dos Anais do Município de Faro) (1992)
- A Diocese do Algarve e a Universidade de Coimbra (separata da Revista da Universidade de Coimbra) (1992)
- Crónicas, Viagens e Outras Engrenagens (1992)
- Faro em 1449 - Subsídios Arqueológico-Topográficos para a Sua História (separata dos Anais do Município de Faro) (1993)
- Valores Bibliográficos da Cidade (separata dos Anais do Município de Faro) (1993)
- Algarve de Santo António (1995)